# Marjeta Šašel Kos
Marjeta Šašel Kos, slovenska arheologinja in klasična filologinja, * 20. april 1952.
Marjeta Šašel Kos je leta 1980 magistrirala na Oddelku za arheologijo Filozofske fakultete Univerze v Ljubljani in leta 1989 doktorirala na Oddelku za klasično filologijo Filozofske fakultete Univerze v Ljubljani. Je znanstvena svetnica na Inštitutu za arheologijo ZRC SAZU.
Leta 2006 je prejela Zoisovo nagrado za vrhunske dosežke na področju antične zgodovine. Je med avtorji monografije Križanke, ki je leta 2019 prejela priznanje Izidorja Cankarja.

## Vir
1. ↑  data.bnf.fr: platforma za odprte podatke — 2011.
2. ↑  »Dr. Marjeta Šašel Kos«. Pridobljeno 1. decembra 2015.
3. ↑  »Zoisove nagrade v letu 2006«. Arhivirano iz prvotnega spletišča dne 4. marca 2016. Pridobljeno 1. decembra 2015.